# Galerie Alphonse Chave
 (octobre 2017).
Si vous disposez d'ouvrages ou d'articles de référence ou si vous connaissez des sites web de qualité traitant du thème abordé ici, merci de compléter l'article en donnant les références utiles à sa vérifiabilité et en les liant à la section « Notes et références ».
La galerie Alphonse Chave de Vence est une galerie d'art spécialisée dans les artistes « en marge », notamment ceux que l'on regroupe sous les enseignes art brut ou art singulier.

## Historique
Alphonse Chave était un amateur et un collectionneur d'art. Le 15 novembre 1947 à Vence, sous l'enseigne « Les Mages », il ouvre une galerie d'art contemporain qui deviendra aussi un haut lieu de l'art brut et de l'art singulier. La galerie prend son nom définitif — galerie Alphonse Chave — en 1960.
Madeleine Chave (sa belle-fille) continue son travail en exposant des artistes très divers. Pierre Chave, son fils (1940-2020), fut également imprimeur lithographe, éditeur et enseigna la lithographie de 1970 à 1975 à l'École nationale des arts décoratifs de Nice (ENAD), puis à la Villa Arson. Il eut, entre autres comme élève, Cyril de La Patellière.

## Artistes exposés
- Armand Avril
- Boris Bojnev
- Georges Bru
- Cila-Aleu
- Dado
- Yvan Daumas
- Georges Demkin
- Jean Vincent de Crozals
- Degaine
- Delianis
- Philippe Dereux
- Fred Deux
- Jean Dubuffet
- Robert Erebo
- Max Ernst
- Marthe Estibotte
- Eugène Gabritschevsky
- Georgik
- Jules Godi
- Hébert
- Slavko Kopač
- Paul Lambert
- Lauro
- Malaval
- Henri Michaux
- Mirault
- Danielle Négro
- Louise Pepersack
- Louis Pons
- François Ozenda
- Man Ray
- Georges Ribemont-Dessaignes
- Hélène Ranger
- Michel Roux
- Sedlacek
- Sorgue
- Dorothea Tanning
- Théo Tobiasse
- Grégoire Thomas
- Pascal Verbena
- Winkler
- Zao Wou-ki